# فقحيا
فقحيا (بالعبرية: פקחיה‏) ومعناه «قد فتح يهوه عينيه»؛ (باللاتينية: Phaceia)‏ هو ملك إسرائيل وابن ملك إسرائل منحيم، وملك إسرائيل الثاني والأخير من بيت جادي. حكم من مدينة السامرة.
أصبح ملكًا في السنة الخمسين من عهد عزيا ملك يهوذا. أرخ وليام أولبرايت عهده من 738 قبل الميلاد إلى 736 قبل الميلاد، في حين أرخ إدوين ثيلي عهده من 742 قبل الميلاد إلى 740 قبل الميلاد.
بعد حكم دام عامين، اغتيل في القلعة الملكية في السامرة على يد فقح أحد قواد جيشه بمساعدة خمسين رجلاً من جلعاد، وأصبح فقح ملكًا بعده.